# Renault Fuego
O Renault Fuego (Fogo em espanhol) é um automóvel esportivo que foi fabricado e comercializado pela Renault de 1980 a 1986, substituindo os cupês Renault 15 e 17 da década de 1970.
Comercializado nos Estados Unidos pela American Motors Corporation (AMC), o Fuego também foi montado em vários países da América do Sul, onde a produção continuou até 1992. Segundo a Renault, foram produzidos 265.367 Fuego, 85% deles fabricados na França a partir de fevereiro de 1980 até outubro de 1985. A produção espanhola para os mercados europeus continuou em 1986.

## Projeto
O exterior do Fuego foi estilizado por Michel Jardin e o interior por François Lampreia, ambos trabalhando sob a direção de Robert Opron. O jornalista automotivo L. J. K. Setright disse que o Fuego "é abençoado com uma carroceria que não é apenas espaçosa e aerodinamicamente eficiente, mas também bonita".
O Fuego foi fortemente baseado no Renault 18, compartilhando seu piso e sistema de transmissão, com sua suspensão dianteira desenvolvida a partir do maior Renault 20/30. Apesar de não compartilhar peças, o design manteve o layout familiar de triângulo duplo comum com o Renault 18, incorporando uma geometria de raio de atrito negativo. O projeto da suspensão seria posteriormente adicionado ao Renault 18 com facelift e, posteriormente, com pequenos refinamentos (buchas maiores, etc.), ao Renault 25. Direção assistida disponível na extremidade superior da gama. O painel do Fuego foi adicionado ao R18 com facelift em 1984 (embora inicialmente disponível apenas no R18 Turbo) e ambos atualizados novamente em setembro de 1983 (somente carros LHD) para o ano modelo de 1984. A produção europeia continuou até 1985 na França e 1986 na Espanha, enquanto a Renault Argentina produziu o Fuego de 1982 até encerrar a produção em 1992 com o 2.2 L "GTA Max" (o facelift final da fase III introduzido em 1990). Na Argentina, atingiu 63% de integração de peças locais.
O Fuego foi o primeiro modelo esportivo de quatro lugares produzido em massa a ser projetado em um túnel de vento, resultando em um fator de coeficiente de resistência aerodinâmica variando de 0,32 a 0,35. Em outubro de 1982, o Fuego a diesel turboalimentado se tornou o carro a diesel mais rápido do mundo, com velocidade máxima de 180 km/h (110 mph).
O Fuego foi o primeiro carro a ter um sistema remoto keyless com travamento central, disponível a partir de setembro de 1982 usando um sistema inventado pelo francês Paul Lipschutz - comercializado como o controle remoto "PLIP" na Europa). O Fuego também foi o primeiro a ter controles remotos montados no volante para o sistema de áudio (europeu LHD GTX e Turbo de setembro de 1983). Esse recurso foi posteriormente popularizado no modelo Renault 25 de 1984. O Fuego também estava disponível com opções que incluíam estofamento em couro, computador de bordo multifuncional, cruise control, ar-condicionado (instalado de fábrica ou pelo revendedor) e um teto solar de tecido elétrico Webasto de comprimento total.
Uma versão conversível com interior em couro foi lançada pela carroceira francesa Heuliez em 1982 voltada para o mercado americano, mas não foi produzida devido às vendas abaixo do esperado no mercado americano - o conversível R11/Alliance tomando seu lugar. Três exemplares foram construídos e finalizados de acordo com as especificações americanas (faróis selados, para-choques ampliados, etc.).